# Sandra Ahrabian
Sandra Soheyla Ahrabian (persisch ساندرا سهیلا احرابیان anhörenⓘ; * 22. März 1979 in Teheran, Iran) ist eine deutsche Moderatorin und Model.

## Biografie
Sandra Ahrabian, Tochter eines Iraners und einer Deutschen, wuchs in Lindau am Bodensee auf. Nach der Grundschule besuchte sie die Maria-Ward-Realschule in Lindau und absolvierte anschließend eine Berufsausbildung zur Industriekauffrau in Lindau.
Bereits im Alter von zwölf Jahren stand sie für erste Modeaufnahmen vor der Kamera. Im September 1998 wurde sie in Mannheim zur Miss World Germany 1998/1999 gewählt und vertrat Deutschland im gleichen Jahr auch bei der Miss-World-Wahl auf den Seychellen.
Nach dem Abitur auf dem zweiten Bildungsweg in Ravensburg begann sie ein Studium der Zahnmedizin in München, wo sie vom Produktionsleiter des Senders RTL München Live zufällig für das Fernsehen entdeckt wurde. Dort moderierte sie von 2003 bis 2005 die Lokalnachrichten. Auf 9Live moderierte sie Neue Liebe neues Glück sowie Pilotsendungen für Inlive auf Tele 5. Von 2004 bis 2007 moderierte sie bei Sat.1 die Sendung Nightquiz.
Von Oktober 2005 bis Januar 2007 war Ahrabian Moderatorin von Call-in-Gewinnspielen bei 9Live. Anschließend moderierte sie ein halbes Jahr lang die Erotiksendung Gleitzeit beim Fernsehsender GIGA. Weiterhin moderierte sie von 2005 bis 2012 beim Teleshoppingsender 1-2-3.tv unter anderem eine eigene Sendung mit dem Titel Sandras Modewelt. Auf Nick moderierte sie die Sendung Money Express; außerdem war sie auf VIVA und dem neu gegründeten Sender Comedy Central zu sehen. Ab 2010 moderierte sie bei GRIP – Das Motormagazin auf RTL II.
Als Schauspielerin war sie in zwei Folgen der Fernsehserie Normal is des ned im Bayerischen Rundfunk zu sehen, in der Komödie Männerherzen und in dem Kurzfilm Anyone There? in einer Hauptrolle.
Sie war mehrere Jahre Moderatorin von Einzelveranstaltungen und als Model tätig. Als Marken-Botschafterin trat sie für die Firmen NFON und Möbel-Zentral-Einkauf sowie für die Handtaschenmarke Gianfranco Lotti auf. Ahrabian arbeitet mittlerweile als Malerin und Yogalehrerin, nachdem sie in München Innenarchitektur studierte.